# 花蓮縣立體育高級中等學校
花蓮縣立體育高級中學，簡稱花蓮體中，為花蓮縣花蓮市體育專科高級中等學校，設在花蓮縣立田徑場內。目前設有田徑、射箭、舉重、女子足球、棒球、籃球、輕艇、跆拳道、拳擊等九個專長項目。

## 校史
- 2001年5月22日，利用首屆全國中等學校運動會結束後的運動場館成立設校籌備處。同年8月1日，「花蓮縣立體育實驗高級中學」正式成立。
- 2016年8月1日，更名為「花蓮縣立體育高級中等學校」。[1]

## 歷任校長
1. 徐添枝：2001年8月1日－2006年8月1日
2. 沈居松：2006年8月1日－2013年2月29日
3. 林國源：2013年2月29日－2013年8月1日（代理）
4. 李智明：2013年8月1日－2015年8月1日
5. 古湯政斌：2015年8月1日－2016年8月1日
6. 古基煌：2016年8月1日－2023年8月1日
7. 黃緯強：2023年8月1日－現任

## 各項體育訓練場館
- 田徑：花蓮縣立體育高中田徑場
- 射箭：花蓮縣立體育高中射箭場
- 女子足球：花蓮縣立體育高中足球場
- 舉重：花蓮縣立體育高中舉重教室
- 拳擊：花蓮縣立體育高中拳擊室
- 棒球：花蓮縣立德興棒球場、國福棒壘球場
- 籃球：花蓮小巨蛋體育館
- 輕艇：花蓮壽豐鄉鯉魚潭
- 跆拳道：花蓮縣立田徑場（2樓跆拳道訓練場）

## 周邊環境
- 花蓮縣立田徑場
- 花蓮縣立體育場體育館（小巨蛋）
- 花蓮縣立德興棒球場
- 國福棒壘球場
- 慈濟大學
- 花蓮縣私立四維高級中學

## 外部連結
- 花蓮體中 （页面存档备份，存于）

1. ↑  花蓮縣立體育實驗高級中學業已奉准更名為「花蓮縣立體育高級中等學校」，並自105年8月1日生效，嘉義縣教育資訊網